# Garudinistis
Garudinistis är ett släkte av fjärilar. Garudinistis ingår i familjen björnspinnare.
Kladogram enligt Catalogue of Life:
| Garudinistis | \| \| Garudinistis eburneana \| \| \| \| \| \| Garudinistis variegata \| \| \| \| |
|              | \| \| Garudinistis eburneana \| \| \| \| \| \| Garudinistis variegata \| \| \| \| |
|              | Garudinistis eburneana                                                            |
|              |                                                                                   |
|              | Garudinistis variegata                                                            |
|              |                                                                                   |